# هارولد س. برادلي
هارولد س. برادلي (بالإنجليزية: Harold C. Bradley)‏ هو عالم كيمياء حيوية أمريكي، ولد في 1878 في كاليفورنيا في الولايات المتحدة، وتوفي في 1976 في ماديسون في الولايات المتحدة.